# عذاب (مسلسل)

## القصة
عذاب… رحلة 3 فتيات بين الطموح والحب والألم
يتناول مسلسل «عذاب» الأوضاع الاجتماعية والسياسية في المجتمع الخليجي، خلال فترة التسعينات من القرن الماضي، وبالتحديد مع غزو العراق للكويت، حيث تأتي أحداث الغزو وما رافقها من نتائج وانعكاسات على الساحة السعودية، وما ترتب عليها من تطورات كخلفية لأحداث العمل.
وتدور أحداث مسلسل -الذي كتبه حسن عسيري ومن إخراج الأردني فايز الدعبيس- حول ثلاث فتيات (عذاب، ريم، وأمل) وتعيش كل منهن تجربة مختلفة عن الأخرى.
عذاب تنتمي إلى عائلة فقيرة، تحمل في داخلها طموحات وأحلاما كبيرة، وتتمتع بقدر من الجمال، 'تملك كثيرا من الطموحات، وأولها دخول الجامعة، حيث تعمل في إحدى الجمعيات الخيرية لتمويل دراستها للطب ومساعدة والدها.
أما ريم صديقة عذاب، فتعيش تجربة حب مع سلمان، الذي تجبره ظروفه إلى تأجيل زواجه منها، لكن الحظ يحالفها أخيرا.
ويكتمل مثلث الأصدقاء بالفتاة أمل التي تعاني من مرض نفسي، وتعيش تجربة قاسية تقودها إلى القيام بأعمال لم تكن تتصور القيام بها مع شقيقتها وزوجها.
يشارك في المسلسل عدد كبير من نجوم الدراما، مروة محمد، ميسون العبد العزيز، ريم عبد الله، أسمهان توفيق، مطرب فواز.